# Шотландски териер
Шотландския териер е порода кучета, която произхожда от Шотландия. Представителите на породата са били използвани в миналото от кралските ловци за лов на лисици, язовци и зайци в Каледонските планини. Днес тези кучета рядко се ползват с такава цел и по скоро са се превърнали в добри домашни любимци.

## Характеристика

### Отличителни белези
Шотландският териер има малко, компактно тяло, покрито с груба, средно дълга козина. Окраската е, както в черно, така и в пшеничено или бриндъл. Височината на представителите на тази порода кучета варира от 25 до 28 см, а теглото им е средно 9,5 кг (варира м/у 8 и 12 кг). Главата на животното има издължена муцуна, с характерни за породата брада и мустаци. Очите са малки и имат бадемовидна форма, а ушите са изправени сякаш винаги на щрек. Крайниците им са къси, а опашката е насочена на горе.

### Шотландския териер, като домашен любимец
Шотландският териер е игриво и любопитно куче, което много обича своите стопани. Компанията на други домашни животни обаче не е препоръчителна, тъй като представителите на породата харесват да са център на вниманието и имат доминиращ характер, което би създало проблеми. С непознати се държат резервирано и лаят само, когато се чувстват застрашени. Обучението на шотландския териер е истинско предизвикателство, тъй като е много упорито куче.

### Здраве и болести
Представителите на породата са предразположени към диабет, епилепсия и проблеми с щитовидната жлеза. Поддръжката на козината се изразява в редовно сресване и посещания при професионалист за подстрижка няколко пъти годишно. Живят между 14 и 16 години.